# Nathanael Vodňanský z Uračova

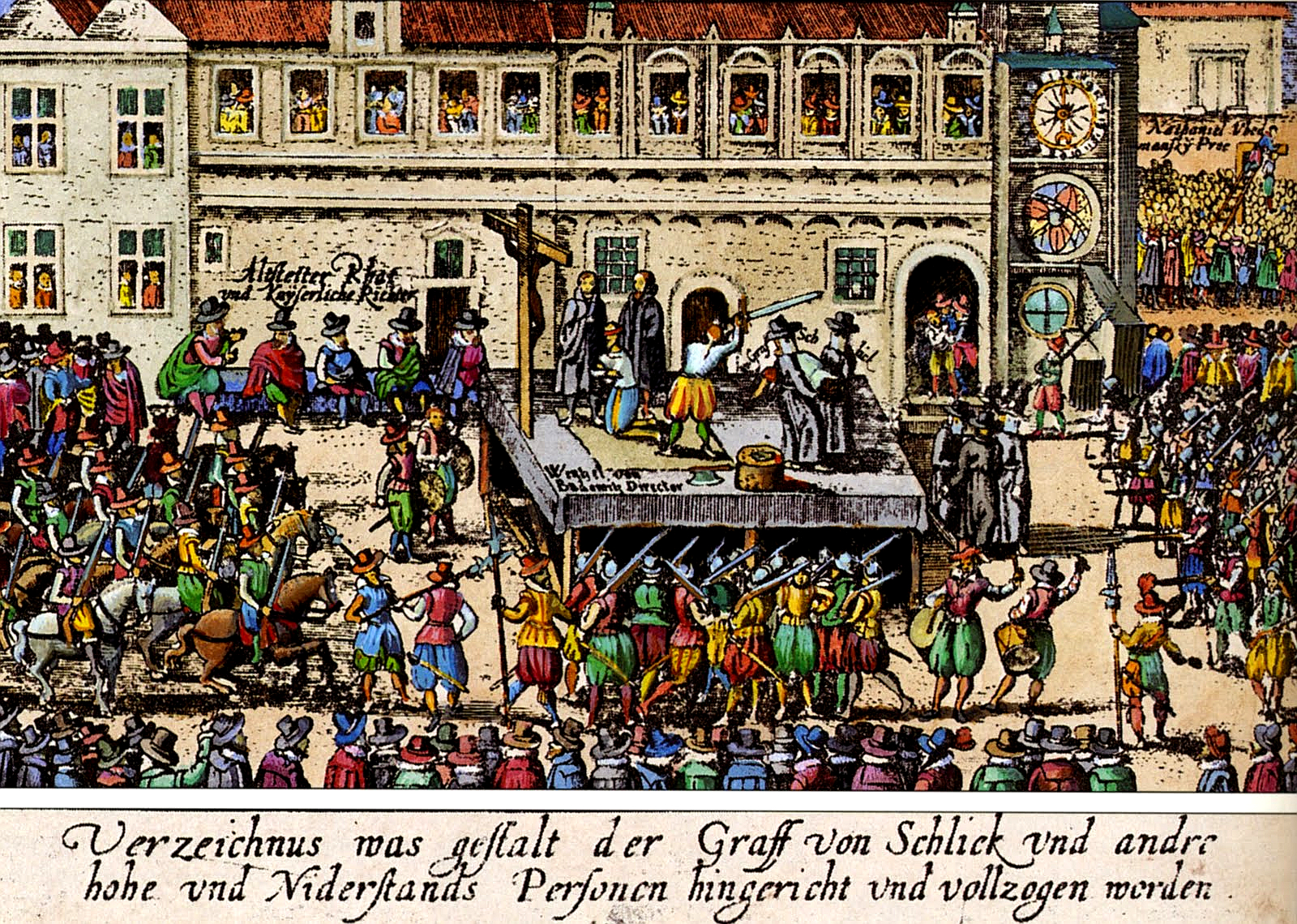
Dobová ilustrace Staroměstské exekuce

Nathanaél Vodňanský z Uračova (1563, Domažlice – 21. června 1621, Praha) byl primátor Starého města pražského, spisovatel luterské orientace, účastník českého stavovského povstání a jeden ze sedmadvaceti popravených při exekuci na Staroměstském náměstí roku 1621.

## Život
Pocházel z bohaté měšťanské rodiny. Kolem roku 1582 podnikl cestu do Itálie. Okolo roku 1600 se stal úředníkem dvorské komory. Roku 1604 získal šlechtický titul a přídomek z Uračova (Vracova). Během sporů o Majestát byl obhájcem městského stavu
Při tichém a rychlém pohřbu Rudolfa II. roku 1615, kdy bratrovu rakev pomáhal nést i Matyáš Habsburský, pan z Uračova poznamenal: „Mizerný pohřeb na tak velkého potentáta.“ Za to mu hrozila šibenice, ale vyvázl. Jeho prchlivá povaha ho ale přivedla před soudní stolici i v řadě jiných případů.  
Po vypuknutí stavovského povstání roku 1618 ho podpořil a stal se členem direktoria, jež v zemi převzalo moc. Při cestě cestě na popraviště z lešení přes náměstí kolem kašny k dřevěné šibenici se prý obrátil ke svým druhům visícím z okna radnice a řekl: :"Ó moji milí tovaryši, líto mi, že od vás odloučen a ještě ku potupnějšímu místu tažen být mám." Pak byl společně s Janem Kutnauerem a Simeonem Sušickým oběšen.

## Dílo
Roku 1605 vydal volně přeložené chmurné a skeptické dílo francouzského humanismu Theatrum mundi minoris (Široký plac nebo zrcadlo světa) od Pierra Boaistuaua, které bylo předzvěstí Komenského díla Labyrint světa a ráj srdce. Vodňanský oproti předloze ještě zesílil moralistní linku a pesimistické vyznění. Popisuje v kulisách starého Říma různé fáze lidského života a nazírá marnost veškerého lidského počínání. Kniha pak končí popisem posledního soudu. Svět ve Vodňanského knize vypadá jako nesmyslný labyrint, z něhož je jediným únikem bezvýhradné přimknutí k Bohu. Vodňanský do díla doplnil i některé české reálie, které načerpal zejména z Hájkovy a Kuthenovy kroniky.
Vodňanský si po celý život také psal soukromé zápisky o rodinných, politických a osobních událostech. Po jeho smrti v nich pokračovali syn Jan (popsal podrobně i otcovu popravu) a dcera Salomena. Tyto zápisky jsou cenným historickým zdrojem a poskytují vhled do politických peripetií v českých zemích na počátku 17. století.